# Estación de Almourol
La Estación Ferroviaria de Almourol, también conocida como Estación de Almourol, es una plataforma de la Línea de la Beira Baixa, que sirve al ayuntamiento de Vila Nova da Barquinha, en el Distrito de Santarém, en Portugal.

## Características

### Descripción física
En enero de 2011, presentaba dos vías de circulación, con 499 y 502 metros de longitud; las dos plataformas tenían ambas 183 metros de extensión, y 40 centímetros de altura.

## Historia
Esta plataforma se encuentra en el tramo entre Santarém y Abrantes, que entró en servicio el 1 de julio de 1861, como parte de la Línea del Este.